# Upper Nyack
Upper Nyack är en ort (village) i kommunen Clarkstown i Rockland County i delstaten New York. Vid 2020 års folkräkning hade Upper Nyack 2 015 invånare.